# Crypto (film)
Crypto è un film del 2019 diretto da John Stalberg Jr.

## Trama
Un banchiere di Wall Street è stato trasferito in una filiale di provincia per svolgere mansioni antiriciclaggio: la cittadina dove è cresciuto. Qui, esaminando i dati sulla solvibilità finanziaria troverà un collegamento tra una galleria d'arte controllata da un fantomatico negozio canadese di articoli da pesca dietro al quale scopre esserci la mafia russa; che tra l'altro si è infiltrata anche all'interno della sua banca e metterà anche la sua famiglia e la vecchia fattoria in grave pericolo.

## Distribuzione
Il film è stato distribuito nelle sale cinematografiche statunitensi a partire dal 12 aprile 2019.